# Mali Zvornik
Mali Zvornik (v srbské cyrilici Мали Зворник) je město v Srbsku, v Mačvanském okruhu na hranici s Bosnou a Hercegovinou. Svůj název má podle města Zvornik, který se nachází na druhé straně řeky Drina, již na bosenském území. Podle sčítání lidu z roku 2011 mělo město 4384 obyvatel. Opština Mali Zvornik má 12 496 obyvatel a tvoří ji celkem 12 sídel.

## Historie
Do roku 1830 byl Mali Zvornik součástí Bosny a Hercegoviny a poté byl připojen k Obrenovićovskému Srbsku. V roce 1918 se stal součástí Jugoslávie, po roce 1941 pak byl okupován Německem. Ve skále poblíž města byl v roce 1931 vybudován bunkr tehdejší jugoslávské královské rodiny, který měl soužit v případě napadnutí země pro její ochranu a jako velitelské stanoviště jugoslávské armády. Během dubnové války v roce 1941 a napadení Jugoslávie Německem a Bulharskem byl tento kryt použit.
Během existence socialistické Jugoslávie byla jižně od Zvornika (a Malého Zvornika) vybudována vodní elektrárna.
Od roku 1995, kdy byla po Daytonské dohodě uznána nezávislost Bosny a Hercegoviny ze strany Svazové republiky Jugoslávie je Mali Zvornik pohraničním městem (hlavní silniční přechod se nachází severně od města blízko vesnice Karakaj; přechod pro pěší vede po starém mostu, začínajícím ve středu města). Severně od Malého Zvorniku probíhá také i železniční trať z Loznice přes Zvornik do bosenské Tuzly).